# China Open 2016 - Qualificazioni singolare femminile
Le qualificazioni del singolare femminile del China Open 2016 sono state un torneo di tennis preliminare per accedere alla fase finale della manifestazione. Le vincitrici dell'ultimo turno sono entrate di diritto nel tabellone principale. In caso di ritiro di una o più giocatrici aventi diritto a queste sono subentrati le lucky loser, ossia le giocatrici che hanno perso nell'ultimo turno ma che avevano una classifica più alta rispetto alle altre partecipanti che avevano comunque perso nel turno finale.

## Teste di serie
1. Naomi Ōsaka (primo turno)
2. Monica Niculescu (ultimo turno)
3. Ana Konjuh (primo turno)
4. Kateřina Siniaková (qualificata)
5. Alison Riske (qualificata)
6. Lara Arruabarrena (qualificata)
7. Julia Görges (qualificata)
8. Kateryna Bondarenko (primo turno)

1. Pauline Parmentier (primo turno)
2. Louisa Chirico (qualificata)
3. Nicole Gibbs (qualificata)
4. Heather Watson (primo turno)
5. Kurumi Nara (ultimo turno)
6. Vania King (ultimo turno)
7. Varvara Lepchenko (ultimo turno)
8. Evgenija Rodina (ultimo turno)

## Qualificate
1. Tatjana Maria
2. Louisa Chirico
3. Wang Yafan
4. Kateřina Siniaková

1. Alison Riske
2. Lara Arruabarrena
3. Julia Görges
4. Nicole Gibbs

## Tabellone

### Legenda
| - Q = Qualificato - WC = Wild card - LL = Lucky loser | - ALT = Alternate - SE = Special Exempt - PR = Protected Ranking | - w/o = Walkover - r = Ritirato - d = Squalificato |

### Sezione 1
|  | Primo turno | Primo turno    | Primo turno    | Primo turno | Primo turno |  |  | Ultimo turno | Ultimo turno   | Ultimo turno   | Ultimo turno | Ultimo turno |  |
|  |             |                |                |             |             |  |  |              |                |                |              |              |  |
|  | 1           | Naomi Ōsaka    | Naomi Ōsaka    | 2           | 1           |  |  |              |                |                |              |              |  |
|  |             | Tatjana Maria  | Tatjana Maria  | 6           | 6           |  |  |              | Tatjana Maria  | Tatjana Maria  | 6            | 6            |  |
|  | Alt         | Lucie Hradecká | Lucie Hradecká | 6           | 6           |  |  | Alt          | Lucie Hradecká | Lucie Hradecká | 4            | 3            |  |
|  | 12          | Heather Watson | Heather Watson | 4           | 4           |  |  |              |                |                |              |              |  |

### Sezione 2
|  | Primo turno | Primo turno         | Primo turno         | Primo turno | Primo turno |  |  | Ultimo turno | Ultimo turno     | Ultimo turno | Ultimo turno | Ultimo turno |  |
|  |             |                     |                     |             |             |  |  |              |                  |              |              |              |  |
|  | 2           | Monica Niculescu    | Monica Niculescu    | 6           | 6           |  |  |              |                  |              |              |              |  |
|  |             | Elizaveta Kuličkova | Elizaveta Kuličkova | 4           | 1           |  |  | 2            | Monica Niculescu | 6            | 2            | 3            |  |
|  | WC          | Zhu Lin             | 3                   | 6           | 3           |  |  | 10           | Louisa Chirico   | 2            | 6            | 6            |  |
|  | 10          | Louisa Chirico      | 6                   | 4           | 6           |  |  |              |                  |              |              |              |  |

### Sezione 3
|  | Primo turno | Primo turno        | Primo turno | Primo turno | Primo turno |  |  | Ultimo turno  | Ultimo turno  | Ultimo turno | Ultimo turno | Ultimo turno |  |
|  |             |                    |             |             |             |  |  |               |               |              |              |              |  |
|  | 3           | Ana Konjuh         | 6           | 4           | 0           |  |  |               |               |              |              |              |  |
|  |             | Wang Yafan         | 4           | 6           | 6           |  |  | Wang Yafan    | Wang Yafan    | 6            | 4            | 6            |  |
|  |             | Maria Sakkarī      | 6           | 4           | 6           |  |  | Maria Sakkarī | Maria Sakkarī | 4            | 6            | 4            |  |
|  | 9           | Pauline Parmentier | 4           | 6           | 3           |  |  |               |               |              |              |              |  |

### Sezione 4
|  | Primo turno | Primo turno          | Primo turno        | Primo turno | Primo turno |  |  | Ultimo turno | Ultimo turno       | Ultimo turno | Ultimo turno | Ultimo turno |  |
|  |             |                      |                    |             |             |  |  |              |                    |              |              |              |  |
|  | 4           | Kateřina Siniaková   | Kateřina Siniaková | 3           |             |  |  |              |                    |              |              |              |  |
|  |             | Jana Čepelová        | Jana Čepelová      | 0           | r           |  |  | 4            | Kateřina Siniaková | 2            | 7            | 7            |  |
|  |             | Aljaksandra Sasnovič | 1                  | 6           | 3           |  |  | 15           | Varvara Lepchenko  | 6            | 62           | 64           |  |
|  | 15          | Varvara Lepchenko    | 6                  | 3           | 6           |  |  |              |                    |              |              |              |  |

### Sezione 5
|  | Primo turno | Primo turno       | Primo turno   | Primo turno | Primo turno |  |  | Ultimo turno | Ultimo turno | Ultimo turno | Ultimo turno | Ultimo turno |  |
|  |             |                   |               |             |             |  |  |              |              |              |              |              |  |
|  | 5           | Alison Riske      | Alison Riske  | 6           | 6           |  |  |              |              |              |              |              |  |
|  | WC          | Yang Zhaoxuan     | Yang Zhaoxuan | 2           | 4           |  |  | 5            | Alison Riske | Alison Riske | 7            | 6            |  |
|  |             | Aleksandra Krunić | 6             | 5           | 4           |  |  | 13           | Kurumi Nara  | Kurumi Nara  | 6(1)         | 4            |  |
|  | 13          | Kurumi Nara       | 4             | 7           | 6           |  |  |              |              |              |              |              |  |

### Sezione 6
|  | Primo turno | Primo turno       | Primo turno       | Primo turno | Primo turno |  |  | Ultimo turno | Ultimo turno      | Ultimo turno | Ultimo turno | Ultimo turno |  |
|  |             |                   |                   |             |             |  |  |              |                   |              |              |              |  |
|  | 6           | Lara Arruabarrena | Lara Arruabarrena | 6           | 7           |  |  |              |                   |              |              |              |  |
|  |             | Zhang Kailin      | Zhang Kailin      | 2           | 6(0)        |  |  | 6            | Lara Arruabarrena | 7            | 5            | 6            |  |
|  | WC          | Ma Shuyue         | Ma Shuyue         | 1           | 1           |  |  | 14           | Vania King        | 5            | 7            | 3            |  |
|  | 14          | Vania King        | Vania King        | 6           | 6           |  |  |              |                   |              |              |              |  |

### Sezione 7
|  | Primo turno | Primo turno       | Primo turno       | Primo turno | Primo turno |  |  | Ultimo turno | Ultimo turno    | Ultimo turno    | Ultimo turno | Ultimo turno |  |
|  |             |                   |                   |             |             |  |  |              |                 |                 |              |              |  |
|  | 7           | Julia Görges      | Julia Görges      | 6           | 6           |  |  |              |                 |                 |              |              |  |
|  | WC          | Xu Shilin         | Xu Shilin         | 1           | 1           |  |  | 7            | Julia Görges    | Julia Görges    | 6            | 6            |  |
|  |             | Samantha Crawford | Samantha Crawford | 4           | 5           |  |  | 16           | Evgenija Rodina | Evgenija Rodina | 4            | 2            |  |
|  | 16          | Evgenija Rodina   | Evgenija Rodina   | 6           | 7           |  |  |              |                 |                 |              |              |  |

### Sezione 8
|  | Primo turno | Primo turno         | Primo turno   | Primo turno | Primo turno |  |  | Ultimo turno | Ultimo turno | Ultimo turno | Ultimo turno | Ultimo turno |  |
|  |             |                     |               |             |             |  |  |              |              |              |              |              |  |
|  | 8           | Kateryna Bondarenko | 6             | 65          | 4           |  |  |              |              |              |              |              |  |
|  |             | Han Xinyun          | 2             | 7           | 6           |  |  |              | Han Xinyun   | Han Xinyun   | 2            | 4            |  |
|  |             | Magda Linette       | Magda Linette | 1           | 2           |  |  | 11           | Nicole Gibbs | Nicole Gibbs | 6            | 6            |  |
|  | 11          | Nicole Gibbs        | Nicole Gibbs  | 6           | 6           |  |  |              |              |              |              |              |  |